# دورة تولون 2019
بطولة تولون 2019 ( (بالفرنسية: 47ème Festival International "Espoirs" – Tournoi Maurice Revello)‏ الاسم الرسمي) هي البطولة ال47 من بطولة تولون. اقيمت في مقاطعة بوش دو رون في الفترة من 1 إلى 15 يونيو 2019.  كانت إنجلترا حاملة اللقب لكن تم إقصاؤهم من دور المجموعات.
في هذا البطولة، خاضت البطولة منتخبات تحت 22 عامًا، على الرغم من أن فرنسا والبرتغال وإنجلترا وجمهورية أيرلندا لعبت مع فرق أقل من 18 عامًا وتحت 19 عامًا وتحت 20 عامًا وتحت 21 عامًا على التوالي. فازت البرازيل بلقبها التاسع بفوزها على اليابان 5-4 بركلات الترجيح في المباراة النهائية، بعد أن انتهت المباراة بالتعادل 1-1.  

## المنتخبات المشاركة
تم الإعلان عن اثني عشر منتخبرمشارك في مارس وأبريل 2019. 
| الاتحاد          | المنتخبات                                                                                           |
| ---------------- | --------------------------------------------------------------------------------------------------- |
| الاتحاد الاسيوي  | - البحرين (مشاركتين) - الصين (13 مشاركة ) - اليابان (14 مشاركة ) - قطر (6 مشاركات )                 |
| الكونيبول        | - البرازيل (17 مشاركة ) - تشيلي (5 مشاركات )                                                        |
| الكونككاف        | - غواتيمالا (المشاركة الاولى ) - المكسيك (25 مشاركة )                                               |
| الاتحاد الاوروبي | - إنجلتراTH (21 مشاركة ) - فرنسا (42 مشاركة ) - البرتغال (30 مشاركة ) - جمهورية أيرلندا (7 مشاركات) |

## الملاعب
استضافت البطولة ما مجموعه خمس مدن.
في البداية، سيستضيف ستاد مارسيل سيردان ( كارنوكس أون بروفانس ) تصفيات المركزين التاسع والسابع، لكن المباريات التي ستُلعب في الأصل هناك ستنقل إلى ستاد هونور ( ماليمورت ) وستاد بارسمان ( فوس سور- مير ).

## مرحلة المجموعات
تم إجراء القرعة في 8 أبريل 2019. تم تقسيم الفرق الاثني عشر إلى ثلاث مجموعات من أربعة. في دور المجموعات ، لعبت كل مجموعة على أساس دورة روبن. تم ترتيب الفرق حسب النقاط (3 نقاط للفوز ، نقطة واحدة للتعادل ، 0 نقطة للخسارة). إذا تم ربط النقاط ، فسيتم استخدام المعايير التالية لتحديد الترتيب: 1. فرق الهدف. 2. الأهداف المسجلة. 3. نقاط اللعب النظيف. تأهل الفائزون بالمجموعة وأفضل الوصيفين لنصف النهائي. أقيمت مرحلة المجموعات في الفترة من 1 إلى 9 يونيو 2019.

### المجموعة الاولى
| م | الفريق   | لعب | ف | ت | خ | أ.له | أ.ع | أ.ف | نقاط | التأهل                    |
| - | -------- | --- | - | - | - | ---- | --- | --- | ---- | ------------------------- |
| 1 | اليابان  | 3   | 2 | 0 | 1 | 8    | 3   | +5  | 6    | Advance to knockout stage |
| 2 | البرتغال | 3   | 2 | 0 | 1 | 4    | 3   | +1  | 6    |                           |
| 3 | تشيلي    | 3   | 2 | 0 | 1 | 4    | 7   | −3  | 6    |                           |
| 4 | إنجلترا  | 3   | 0 | 0 | 3 | 4    | 7   | −3  | 0    |                           |

All times are local CEST
| إنجلترا      | 1–2   | اليابان                    |
| ------------ | ----- | -------------------------- |
| Chalobah 38' | تقرير | Ominami 47' · Naganuma 68' |

| البرتغال | 0–1   | تشيلي     |
| -------- | ----- | --------- |
|          | تقرير | Pinto 13' |

| اليابان                                               | 6–1   | تشيلي     |
| ----------------------------------------------------- | ----- | --------- |
| Mitoma 7' · Hatate 12'، 18'، 63' · Iwasaki 39'، 45+1' | تقرير | Araos 35' |

| إنجلترا                  | 2–3   | البرتغال                                                  |
| ------------------------ | ----- | --------------------------------------------------------- |
| Nketiah 8' · Willock 87' | تقرير | Marcos Paulo 21' · Gonçalo Cardoso 39' · فيليكس كوريا 42' |

| البرتغال         | 1–0   | اليابان |
| ---------------- | ----- | ------- |
| Umaro Embaló 85' | تقرير |         |

| تشيلي                         | 2–1   | إنجلترا       |
| ----------------------------- | ----- | ------------- |
| Jara 87' · Guéhi 90+2' (ه.ذ.) | تقرير | Willock 45+6' |

### المجموعة الثانية
| م | الفريق    | لعب | ف | ت | خ | أ.له | أ.ع | أ.ف | نقاط | التأهل                    |
| - | --------- | --- | - | - | - | ---- | --- | --- | ---- | ------------------------- |
| 1 | البرازيل  | 3   | 3 | 0 | 0 | 13   | 0   | +13 | 9    | Advance to knockout stage |
| 2 | فرنسا (H) | 3   | 2 | 0 | 1 | 4    | 5   | −1  | 6    |                           |
| 3 | غواتيمالا | 3   | 1 | 0 | 2 | 3    | 6   | −3  | 3    |                           |
| 4 | قطر       | 3   | 0 | 0 | 3 | 0    | 9   | −9  | 0    |                           |

All times are local CEST
| فرنسا                            | 2–0   | قطر |
| -------------------------------- | ----- | --- |
| Godart 42' · Taoui 90+2' (ركلة.) | تقرير |     |

| البرازيل                                                                      | 4–0   | غواتيمالا |
| ----------------------------------------------------------------------------- | ----- | --------- |
| Pedrinho 19' · برونو تاباتا 23' · Wendel 85' · دوجلاس لويز سواريس 89' (ركلة.) | تقرير |           |

| قطر | 0–2   | غواتيمالا                          |
| --- | ----- | ---------------------------------- |
|     | تقرير | Barrientos 48' (ركلة.) · Ardón 88' |

| فرنسا | 0–4   | البرازيل                                                                       |
| ----- | ----- | ------------------------------------------------------------------------------ |
|       | تقرير | Antony 20' · ماتيوس هينريك 57' · ماتيوس كونيا 88' (ركلة.) · ماتيوس فيتال 90+1' |

| فرنسا                          | 2–1   | غواتيمالا         |
| ------------------------------ | ----- | ----------------- |
| Tokpa 49' · Estrada 72' (ه.ذ.) | تقرير | Reyes 59' (ركلة.) |

| البرازيل                                                             | 5–0   | قطر |
| -------------------------------------------------------------------- | ----- | --- |
| ماتيوس كونيا 21'، 83' · ماتيوس فيتال 24' (ركلة.) · Paulinho 38'، 76' | تقرير |     |

### المجموعة الثالثة
| م | الفريق          | لعب | ف | ت | خ | أ.له | أ.ع | أ.ف | نقاط | التأهل                    |
| - | --------------- | --- | - | - | - | ---- | --- | --- | ---- | ------------------------- |
| 1 | جمهورية أيرلندا | 3   | 2 | 1 | 0 | 5    | 1   | +4  | 7    | Advance to knockout stage |
| 2 | المكسيك         | 3   | 2 | 1 | 0 | 3    | 0   | +3  | 7    | Advance to knockout stage |
| 3 | الصين           | 3   | 1 | 0 | 2 | 5    | 6   | −1  | 3    |                           |
| 4 | البحرين         | 3   | 0 | 0 | 3 | 1    | 7   | −6  | 0    |                           |

All times are local CEST
| الصين       | 1–4   | جمهورية أيرلندا                                            |
| ----------- | ----- | ---------------------------------------------------------- |
| Li Yang 18' | تقرير | Elbouzedi 1' · Connolly 5' · Idah 56' (ركلة.)، 82' (ركلة.) |

| المكسيك               | 2–0   | البحرين |
| --------------------- | ----- | ------- |
| Govea 5' · Torres 10' | تقرير |         |

| الصين                                                        | 4–1   | البحرين               |
| ------------------------------------------------------------ | ----- | --------------------- |
| Shan Huanhuan 16'، 26' · هو جينغهانغ 79' · لين ليانجمينج 90' | تقرير | Al-Hardan 76' (ركلة.) |

| جمهورية أيرلندا | 0–0   | المكسيك |
| --------------- | ----- | ------- |
|                 | تقرير |         |

| البحرين | 0–1   | جمهورية أيرلندا |
| ------- | ----- | --------------- |
|         | تقرير | Ronan 33'       |

| المكسيك    | 1–0   | الصين |
| ---------- | ----- | ----- |
| Yrizar 60' | تقرير |       |